# 마미야 쇼타로
마미야 쇼타로(일본어: 間宮 祥太朗, 1993년 6월 11일 ~ )는 일본의 배우이다. 본명은, 마와타리 쇼타로(馬渡 祥太朗).
카나가와 현 요코하마시 출신. 트라이스톤 엔터테인먼트 소속.

## 내력
2008년, 드라마 《스크랩 티처~교사 재생~》으로 배우 데뷔.

## 출연

### 드라마
- 《스크랩 티쳐~교사 재생~》 (2008년 10월 11일 ~ 12월 13일, NTV) - 히오키 쇼타로 역
- 《트윈 스피카》 (2009년 6월 18일 ~ 7월 30일, NHK) - 일반 학생 역
- 《남자다운 남자! 2》 최종화 (2009년 12월 12일, NHK) - 타이치 역
- 《SP "양지의 장소 ~첫사랑~"》 (2010년 1월 20일, BeeTV) - 쿠사카베 신야 역
- 《건달군과 안경양》 (2010년 4월 23일 ~ 6월 25일, TBS) - 야나가와 토오루 역
- 《내일의 빛을 잡고 1》 최종화 (2010년 9월 3일, THK) - 테루이 마사히로 역
- 《황금 돼지 -회계 검사청 특별 조사과-》 제3화 (2010년 11월 3일, NTV) - 레지던트 역
- 《3학년 B반 킨파치 선생님 파이널》 (2011년 3월 27일, TBS) - 미조구치 다이스케 역
- 《아름다운 그대에게~미남☆파라다이스~》 (2011년 7월 10일 ~ 9월 18일, 후지 TV) - 아와지 케이스케 역
- 《최고의 인생을 마감하는 방법, 엔딩 플래너》 제2화 (2012년 1월 19일, TBS) - 불량배 역
- 《블랙보드 ~시대와 싸운 교사들~》 (2012년 4월 5일 ~ 2012년 6월 21일, TBS) - 일반 학생 역
- 《방과후는 미스터리와 함께》 (2012년 4월 23일 ~ 6월 25일, TBS) - 아라키다 사토시 역
- 《여자 비밀 수사관 하라마키 아게하》 (2012년 7월 13일, 후지 TV) - 세키야 신이치 역
- 《하늘을 나는 홍보실》 제6화 (2013년 5월 19일, TBS) - 플뢰르 보컬 역 (카메오)
- 《오, 마이 대드!!》 제3화 (2013년 7월 25일, 후지 TV) - 키지마 하야토 역
- 《야마다 군과 7인의 마녀》 (2013년 8월 10일 ~ 9월 28일, 후지 TV) - 이가라시 우시오 역
- 《미스 파일럿》 (2013년 10월 15일 ~ 12월 24일, 후지TV) - 키시이 타이지 역
- 《약해도 이길 수 있습니다~아오시 선생님과 풋내기 고교 야구 선수의 야망~》 (2014년 4월 12일 ~ 6월 21일, NTV) - 오카도메 케이 역
- 《수구 양키스》 (2014년 7월 12일 ~ 9월 20일, 후지 TV) - 치아키 료 역
- 《킨다이치 소년의 사건부 N(neo)》 제3 ~ 4화 (2014년 8월 2일 ~ 8월 9일, NTV) - 에비사와 쿠니아키 역
- 《멋진 선TAXI》 제2화 (2014년 10월 21일, KTV) - 타츠야 역
- 《노부나가 콘체르토》 제4화 (2014년 11월 3일, 후지 TV) - 사이토 타츠오키 역
- 《학교의 계단》 (2015년 1월 10일 ~ 3월 14일, NTV) - 스도 나츠키 역
- 《짬뽕 먹고 싶다》 (2015년 5월 30일 ~ 8월 1일, NHK) - 카시야마 미츠루 역
- 《SP "엄마, 나는 괜찮아"》 (2015년 8월 22일, NTV) - 아리타케 준타 역
- 《호텔 컨시어지》 제8화 (2015년 9월 1일, TBS) - 호시나 세이야 역
- 《니체 선생님》 (2016년 1월 21일 ~ 3월 24일, Hulu/NTV) - 니이 토모하루 (니체 선생님) 역 (주연)
- 《비행기구름》 (2016년 3월 24일, NHK BS 프리미엄) - 키스기 역
- 《SP "코우다이가 사람들"》 (2016년 6월 4일 ~ , dTV) - 코우다이 시게마사 역 (주연)
- 《하야코 선생님, 결혼한다니 정말인가요?》 (2016년 4월 21일 ~ 6월 16일, 후지 TV) - 미나토 소스케 역
- 《ON 이상범죄수사관·토도 히나코》 제2화 (2016년 7월 19일, KTV) - 소우센 켄지 역
- 《용사 요시히코와 인도하는 7인》 제6화 (2016년 11월 11일, TV 도쿄) - 도적 C 역
- 《슈퍼 샐러리맨 사에나이씨》 제7화 (2017년 2월 25 일, NTV) - 타카하기 쇼고 역
- 《너는 아직 군마를 모른다》 (2017년 3월 6일 ~ 2017년 3월 27일, NTV) - 카미츠키 노리 역 (주연)
- 《테이이치의 나라 ~학생가의 찻집~》 (2017년 4월 24일 ~ 2017년 4월 28일, 후지 TV) - 히무로 롤랜드 역
- 《우리들이 했습니다》 (2017년 7월 18일 ~ 2017년 9일 19일, KTV) - 이사미 쇼 역
- 《닥터X 외과의 다이몬 미치코 시즌 5》 제5화 (2017년 11월 9일, TV 아사히) - 고탄다 고로 역
- 《지금부터 당신을 협박합니다》 제6화 ~ 최종화 (2017년 11월 26일 ~ 2017년 12월 17일) - 스도 나오토(스나오) 역
- 《필살사업인》 (2018년 1월 7일) ‐ 스즈메 렌 역
- 《BG ~신변경호인~》 (2018년 1월18일 ~ 2018년 3월15일, TV 아사히) - 사와구치 세이타로 역
- 《절반, 푸르다》 (2018년 4월 2일 ~ 2018년 9월 29일, NHK) - 모리야마 료지 역
- 《할 수 있었는지도 위원회》 제1화 (MBS: 2018년 4월 29일, TBS: 2018년 5월 1일) - 마스다 신테라시 역
- 《제로 일확천금게임》 (2018년 7월 15일 ~ 2018년 9월 16일, NTV) - 스에자키 세이기 역
- 《파견 점술사 아타루》 (2019년 1월 17일 ~ 2019년 3월 14일, TV 아사히) - 메구로 엔 역
- 《폭소 개그왕》 (2019년 7월 27일 ~ 2019년 9월 14일, TV 아사히) - 아가츠마 케이스케 역
- 《내 이야기는 길어》 (2019년 11월 2일, 11월 23일, 12월14일, NTV) - 와타리 준페이 역
- 《나는 어디에서》 (2020년 1월 8일 ~ 2020년 3월 18일, TV 도쿄) - 후지와라 토모미 역
- 《엑스트라!!!》 제1화 (2020년 1월 17일, KTV) - 시바사키 쇼 역
- 《하무라 아키라 ~세계에서 가장 불운한 탐정~》 (2020년 1월 24일 ~ 2020년 3월 6일, NHK) - 오카다 세이타로 역
- 《기린이 온다》 (2020년 2월 19일 , NHK) - 아케치 사메스케 역
- 《알리바이를 깨드립니다》 제6화 (2020년 3월 7일, TV 아사히) - 마케베 타케시 역
- 《BG ~신변경호인~ 2》 (2020년 6월 18일 ~ 2020년 7월 30일, TV 아사히) - 사와구치 세이타로 역
- 《슈츠 시즌2》 제12화 (2020년 9월 28일, 후지 TV) - 마츠이 케이스케 역
- 《리모러브 ~보통의 사랑은 사도~》 (2020년 10월 14일 ~ 2020년 12월 23일, NTV) - 고모지 쥰타로 역
- 《오! 마이 보스! 사랑은 별책으로》（2021년 1월 12일 ~ 2021년 3월 16일, TBS) - 나카자와 료타 역
- 《오! 마이 츤데레! 사랑은 별책으로》（2021년 1월 12일 ~ 2021년 3월 16일, Paravi) - 나카자와 료타 역 (주연)
- 《코타로는 혼자 산다》 제4화, 5화, 10화 (2021년 5월 15일 ~ 2021년 6월 26일, TV 아사히) - 아오타 마나부 역
- 《IP 사이버 수사대》 (2021년 7월 1일 ~ 2021년 9월 16일, TV 아사히) - 타와다 쇼헤이 역
- 《뱅크 오버! ~사상 최약의 강도~》 (2021년 9월 19일 ~ 2021년 9월 26일, NTV) - 사루와타리 사스케 역
- 《파이팅 송》 (2022년 1월 11일 ~ 2022년 3월 15일, TBS) - 아시다 하루키 역
- 《기적의 백홈》 (2022년 3월 13일, ABC 테레비) - 요코타 신타로 역
- 《넘버 MG5[2]》 (2022년 4월 13일 ~ 2022년 6월 22일, 후지TV) - 난바 츠요시 역
- 《마법의 리노베》 (2022년 7월 18일 ~ 2022년 9월 19일 , 후지TV) - 후쿠야마 겐노스케 역
- 《한여름의 신데렐라》 (2023년 7월 10일 ~ 2023년 9월 18일 , 후지TV) - 미즈시마 켄토 역
- 《ACMA:GAME》 (2024년 4월 7일 ~ 2024년 6월 9일, NTV) - 오다 테루아사 역
- 《허슬린 보이》 (2024년 11월 1일 ~ 2024년 12월 20일, WOWOW) - 쿠보타 타모츠 역
- 《이그나이트 -법의 무법자-》 (2025년 4월 18일~ , TBS) - 우자키 료 역

### 영화
- 《Stand up boys》 (2010년)
- 《버진 30대 편 「깊이 이 성을 사랑하라」》 (2012년 5월 12일)
- 《희망의 나라》 (2012년 10월 20일)
- 《유다》 (2013년 1월 26일)
- 《라이치☆히카리 클럽》 (2015년 2월 13일) - 쟈이보 역
- 《코우다이가 사람들》 (2016년 6월 4일) - 코우다이 카즈마사 역
- 《검은 폭동♥》 (2016년 7월 30일) - 시바타 타카히로 역
- 《사채꾼 우시지마 더 파이널》 (2016년 10월 22일) - 가쿠토 산조 역
- 《테이이치의 나라》 (2017년 4월 29일) - 히무로 롤랜드 역
- 《너는 아직 군마를 모른다》 (2017년 7월 22일) - 카미츠키 노리 역 [주연]
- 《토리걸!(=소녀, 하늘을 날다!)》 (2017년 9월 1일) - 사카바 타이시 역 [주연]
- 《전원사형》 (2017년 11월 18일)  - 쿠비즈카 타카노리 역 [주연]
- 《불능범》 (2018년 2월 1일) - 카와바타 타케루 역
- 《먹는 여자》 (2018년 9월 21일) - 시노자키 역
- 《날아라 사이타마》 (2019년 2월 22일) - 사이타마현의 청년 역
- 《핫 기믹: 걸 미츠 보이》 (2019년 6월 28일) - 나리타 료 역
- 《죽이지 않는 그와 죽지 않는 그녀》 (2019년 11월 15일) - 코사카 레이 역 [주연]
- 《레드》 (2020년 2월 21일) - 스구리 마코토 역
- 《도쿄 리벤저스》 (2021년 7월 9일) - 키사키 텟타 역
- 《파계》 (2022년 7월 8일) - 세가와 우시마츠 역
- 《도쿄 리벤저스2 전편 '운명'》 (2023년 4월 21일) - 키사키 텟타 역
- 《도쿄 리벤저스2 전편 '결전'》 (2023년 6월 30일) - 키사키 텟타 역
- 《G맨》 (2023년 8월 25일) - 난바 츠요시 역 [특별 출연]
- 《눈에 갇힌 외딴 산장에서》 (2024년 1월 12일) - 혼다 유이치 역
- 《이상한 집》 (2024년 3월 15일) - 아메미야 역 [주연]
- 《극장판 ACMA:GAME 마지막 열쇠》 (2024년 10월 25일) - 오다 테루아사 [주연]
- 《언더 닌자》 (2025년 1월 24일) - 카토 역

### 그 외
- 《울트라존》 (2011년, tvk) - 나오키 역
- 《전국 나베 TV》 (2012년 4월 21일 ~ , tvk) - AKR四十七 호리베 야스베 역 / 幕×JAPAN SUGI 타카스기 신사쿠 역
- 《오모쿠리 감독》 (2014년 11월 23일, 후지TV) - 타쿠미 역 (카사와라 히데유키 감독의 숏드라마 역할로 출연)
- 해외 드라마 《전쟁과 평화》 일본 더빙판 (2016년 9월 25일, NHK) - 앙드레 볼콘스키 역 (성우)
- 극장 애니 《블루 자이언트》 (2023년 2월 17일) - 사와베 유키노리 역 (성우)

### 무대
- 《하퍼 리건》 (2010년) - 토비아스 리치 역
- 《노출광》 (2012년) - 노미야 역
- 《VISUALIVE 《페르소나 4》 the EVOLUTION》 (2012년) - 이자나미 역
- 《은하영웅전설 빛나는 별 어둠을 가르고》 (2012년) - 라인하르트 폰 로엔그람 역 (소설 《은하영웅전설》 의 은하제국 측 주인공)
- 《비룡전》 (2013년)
- 《은하영웅전설 제3장 내란》 (2013년) - 라인하르트 폰 로엔그람 역
- 《은하영웅전설 첫 출진 또 하나의 적》 (2013년) - 라인하르트 폰 뮈젤 역 (라인하르트 폰 로엔그람이 20세 이전에 사용하던 이름)
- 《은하영웅전설 제4장 전편 격돌 전야》 (2013년) - 라인하르트 폰 로엔그람 역
- 《은하영웅전설 제4장 후편 격돌》 (2014년) - 라인하르트 폰 로엔그람 역
- 《은하영웅전설 특별 공연 별들의 궤적》 (2015년) - 라인하르트 폰 로엔그람 역
- 《나이스 가이 in 뉴욕》 (2016년)
- 《츠다만의 세계》 (2022년) - 하세가와 요조 역
- 《태풍 23호》 (2024년) - 타나베 코이치 역

### PV
- ORANGE RANGE - 《瞳の先に》 (2009년 7월 8일 발매)
- 후쿠하라 미호 - 《LET IT OUT》 (2010년 6월 16일 발매)
- miwa - 《春になったら》 (2011년 2월 23일 발매)
- 야자와 에이키치 - 《IT'S UP TO YOU!》 (2012년 8월 1일 발매, "Last Song" 수록곡)

## 서적

### 사진집
- 마미야 쇼타로 1st PHOTO BOOK 《미숙자(未熟者)》 (2015년 3월 14일)
- 마미야 쇼타로 2nd PHOTO BOOK 《GREENHORN》 (2017년 9월 16일)
- 마미야 쇼타로 3nd PHOTO BOOK 《색(色)》 (2021년 3월 1일)